# 菲律宾穿山甲
菲律宾穿山甲（学名：Manis culionensis）也称 巴拉望穿山甲，是产自菲律宾巴拉望岛及其附属岛屿的一种穿山甲，曾被认为是马来穿山甲的亚种，2005 年起独立成为一个新物种。